# Florence Nightingale
Florence Nightingale (Florence, 12 mei 1820 – Londen, 13 augustus 1910) was een Engels sociaal hervormer, statistica, mystica en grondlegster van de moderne verpleegkunde.

## Levensloop
De jonge Nightingale had, als intelligente en goed opgeleide dochter uit een zeer welgestelde Engelse familie, alle troeven in handen voor succes in de betere kringen. Als tiener echter hoorde ze de "stem van God" en wist ze dat ze niet het lege bestaan wenste te leiden van de aristocratie maar het lot van de armen, zieken en gewonden wilde verbeteren. Als protest tegen de beperkingen die haar daarin in die tijd als vrouw werden gesteld, schreef ze een feministische klassieker: Cassandra. Dit boek beïnvloedde onder meer de filosoof John Stuart Mill en schrijfster Virginia Woolf.
Ondanks sterk verzet van haar familie, deed Nightingale ervaring op in het verzorgen van zieken. Verpleging als vak moest nog uitgevonden worden. Korte tijd bracht ze door in het diaconessenhuis in het Duitse Kaiserswerth en bij de zusters van St. Vincent de Paul in de buurt van Parijs. Na haar terugkomst in Engeland legde zij zich toe op de reorganisatie van een klein ziekenhuis in Londen. Ze is bekend geworden als de grondlegger van de moderne verpleegkunde, maar haar belangrijkste bijdragen leverde ze achter de schermen.

### Krimoorlog

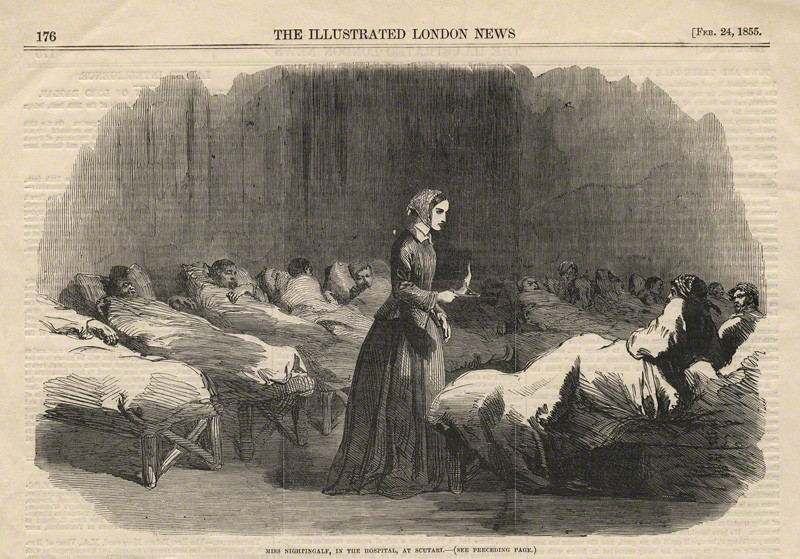
Afbeelding van Florence Nightingale in The Illustrated London News, 24 februari 1855

Toen tijdens de Krimoorlog William H. Russell, de correspondent van het Engelse dagblad The Times, melding maakte van mensonterende toestanden onder de zieke en gewonde Britse soldaten, bood Florence Nightingale, als 34-jarige verpleegkundige, haar diensten aan.
Gesteund door minister van oorlog Sidney Herbert vertrok Nightingale aan het hoofd van een groep van 38 verpleegsters naar Scutari (de oude naam voor een stadsdeel in het Aziatische deel van Istanboel, thans Üsküdar). Met geduld, tact en vooral veel organisatievermogen wist zij orde in de hospitaalafdeling van de Selimiye-kazerne te scheppen en bereikte dat de verzorging van gewonden aanmerkelijk verbeterde. Toch stierven juist in haar ziekenhuis relatief de meeste soldaten. Ze drong aan op een onderzoek, waaruit bleek dat een defecte riolering de oorzaak was. Hier heeft ze haar leven lang een sterk besef van het belang van hygiëne ("de dienares van de beschaving") aan overgehouden. Het duurde echter even voordat ze de ontdekking van tijdgenoot Louis Pasteur, dat infecties door bacteriën worden veroorzaakt, accepteerde.

Het pooldiagram zoals Nightingale dat introduceerde

Om de regering ervan te overtuigen dat verreweg de meeste soldaten niet stierven als gevolg van oorlogshandelingen maar door het gebrek aan goede ziekenzorg, ontwikkelde de in wiskunde en statistiek zeer begaafde Nightingale een diagram om de relevante gegevens overzichtelijk te presenteren. Ze werd de uitvindster van het pooldiagram, introduceerde het gebruik van statistieken in de gezondheidszorg en werd het eerste vrouwelijke lid van de Royal Statistical Society.

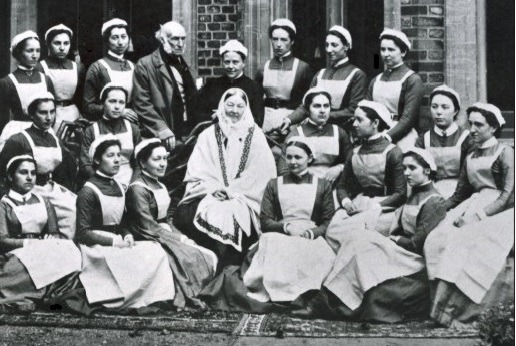
Florence Nightingale (midden) in 1886 met haar afstuderende verpleegsters van St Thomas' buiten Claydon House, Buckinghamshire

Na haar terugkomst in Engeland richtte ze in 1860 een verpleegstersschool op in het St. Thomashospitaal in Londen, een van de eerste opleidingen op dit gebied en de invloedrijkste. In 1859 schreef ze Notes on Nursing, What It Is, and What It Is Not, het eerste moderne handboek voor de verpleging van zieken. Haar opvatting dat gezondheid niet slechts de afwezigheid van ziekte is, maar de situatie waarin een mens al zijn of haar talenten kan ontplooien, heeft de definitie van de Wereldgezondheidsorganisatie (WHO) bepaald.

### Sociaal hervormer
De tweede helft van haar leven was ze zelf ziek (waarschijnlijk  brucellose), wat haar niet weerhield om leiding te geven aan een team van wetenschappers. Op basis van hun onderzoek schreef ze rapporten en ontwikkelde theorieën die tot belangrijke sociale hervormingen hebben geleid. Er werd van haar gezegd dat ze meer kennis had dan twee ministeries bij elkaar. 
Ze gebruikte haar populariteit bij het volk om de regering onder druk te zetten bepaalde wetten aan te nemen. Ze werkte daartoe samen met onder andere de romanschrijver Charles Dickens en de anglicaanse aartsbisschop. Met ontzag werd binnen de politiek gesproken over 'Nightingale power'. Door haar inzet voor gezondheidszorg, onderwijs en inkomenszekerheid voor iedereen is ze een belangrijke grondlegger van de moderne verzorgingsstaat geworden. 
Nightingale had een holistische visie; een ziekte of misdaad is altijd ook een symptoom van een tekort in de maatschappij: "De ziekste mensen wonen altijd in de slechtste huizen."
Voor het grote publiek bleef haar werk als sociaal hervormer tamelijk verborgen. Hierdoor heeft ze echter nog veel meer levens gered dan door haar verpleegwerk in de Krimoorlog. Schattingen lopen in de miljoenen.
Door haar baanbrekende werk werd er ook in de toenmalige kolonie Brits-Indië (nu India) een departement van Gezondheid in het leven geroepen. Ze kwam op voor de arme, onderdrukte boeren daar, onderstreepte als een van de eersten het belang van irrigatie om misoogsten te voorkomen en suggereerde een vorm van microkrediet. Ze kreeg de bijnaam 'gouverneur van de gouverneurs van India'. 
Ook begeleidde ze Gopal Krishna Gokhale, een leider van de Indiase onafhankelijkheidsbeweging en mentor van Mahatma Gandhi. Gandhi beïnvloedde de Amerikaanse dominee Martin Luther King in zijn strijd voor gelijke burgerrechten. King inspireerde op zijn beurt weer de antiapartheidsbeweging in Zuid-Afrika. Een belangrijke voorman hiervan, aartsbisschop Desmond Tutu, verzorgde in de herdenkingsdienst in Londen bij de honderdste sterfdag van Nightingale (in 2010) de preek.

### Schrijfster
Nightingale was geestig en gevat, maar door haar gedrevenheid, en ook vanwege haar ziekte, kon ze soms bruusk op haar omgeving overkomen. Hoe slecht ze zich ook voelde, ze bleef schrijven. Er zijn meer dan 10.000 brieven van haar bewaard gebleven en vele rapporten, artikelen en boeken. Ze kende zeven talen, waaronder Grieks, Latijn en Hebreeuws en werkte mee aan de herziene Platovertaling van haar vriend, de Oxfordgeleerde Benjamin Jowett. Ook vertaalde ze belangrijke teksten van mystici.
Ze schreef een origineel theologisch werk, Suggestions for Thought, waarin ze haar christelijke drijfveren beschrijft, met ook inzichten uit oosterse godsdiensten. Ze zag geen enkele tegenstelling tussen geloof en wetenschap. De mens heeft volgens haar deel aan Gods wezen, maar met vele beperkingen op het gebied van gezondheid, kennis en gerechtigheid. Het is de opdracht van de mensheid om met behulp van de wetenschap die beperkingen te verruimen, zodat mensen steeds meer naar hun goddelijke aard gaan leven. Lijden is de prikkel om tot vooruitgang te komen. Zo vond ze oorlog 'afschuwelijk' maar stelde tegelijk vast dat de Krimoorlog tot een enorme verbetering van de verpleging had geleid. Door kenner Evelyn Underhill wordt ze tot de mystici gerekend.
In 1907 kreeg Nightingale als eerste vrouw de Order of Merit, een hoge koninklijke onderscheiding. Dat was drie jaar voor haar dood in 1910. Ze werd 90 jaar oud. Koning Eduard VII weigerde aanvankelijk de onderscheiding toe te kennen omdat ze een vrouw was. Haar invloed en macht was voor een vrouw die geen lid was van de koninklijke familie zonder precedent. Haar hervorming van mannelijke bolwerken als het leger en de gezondheidszorg riep, naast bewondering, weerstand op en soms regelrechte vijandschap. Vooral sinds de jaren tachtig van de twintigste eeuw hebben sommige biografen hierop de nadruk gelegd wat resulteerde in een vertekend beeld van Nightingale, ook in enkele BBC-documentaires. Lynn McDonald, redacteur van haar verzameld werk, heeft de feitelijke onjuistheid van dit negatieve beeld aangetoond.

## De vrouw met de lamp

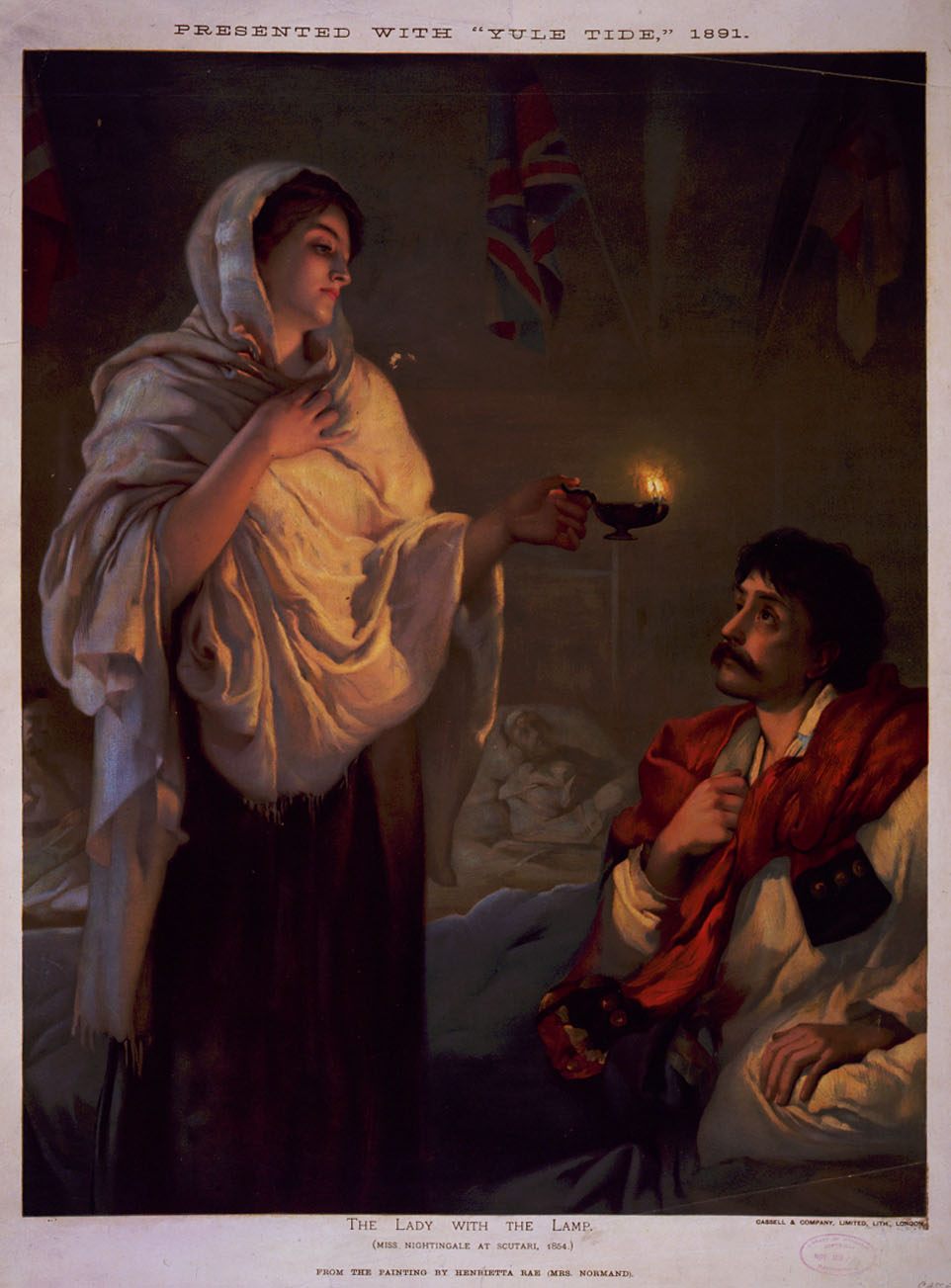
De vrouw met de lamp

Omdat ze in de Krimoorlog vaak 's nachts met een lantaarn de ronde deed langs haar patiënten, werd ze bekend als De vrouw met de lamp (The lady with the lamp). Die bijnaam komt uit het aan haar opgedragen gedicht Santa Filomena van Henry Wadsworth Longfellow. Ze heeft haar eigen dag gekregen op de liturgische kalender van de Anglicaanse (12 augustus) en de Lutherse Kerk (13 augustus, haar sterfdag). Er wordt dan een kerkdienst met een light ceremony gehouden.

## Internationale invloed
Veel staatshoofden, onder wie de Duitse keizer en de Nederlandse koningin Sophie, klopten bij haar aan voor advies. Haar verpleegwerk in de Krimoorlog inspireerde Henri Dunant in 1863 tot het stichten van het Rode Kruis. Nightingale was daarop kritisch omdat ze vond dat de zorg voor soldaten de verantwoordelijkheid van regeringen is en niet in de schoenen van vrijwilligers moet worden geschoven. Verder heeft ze velen ervan overtuigd dat vrouwen "echt werk" kunnen doen - in haar tijd een nieuwe gedachte. Zo was ze een voorbeeld voor Dorothea Dix, de Amerikaanse hervormer van de gezondheidszorg, voor talloze vrouwen die gewonden opvingen tijdens de Amerikaanse Burgeroorlog en voor de verpleegkundigen in de Vietnamoorlog. Reeds tijdens Nightingales leven zwermden door haar opgeleide verpleegsters over de wereld uit, van Canada tot Australië en Japan, om daar goede verpleging te brengen.
Veel van haar suggesties met betrekking tot ziekenhuisarchitectuur, zoals afzonderlijke afdelingen (paviljoens) om het besmettingsgevaar te verkleinen en het belang van licht en goede ventilatie, zijn gemeengoed geworden. Andere voorstellen zijn nog niet of nauwelijks verwezenlijkt, zoals het belang van preventie ("gezondenzorg is even belangrijk als ziekenzorg") en haar opvatting dat ziekenhuizen elk jaar hun resultaten zouden moeten publiceren opdat die onderling statistisch vergeleken en verbeterd kunnen worden. De faculteit van statistiek van de Universiteit van Oxford organiseert regelmatig de "Florence Nightingale Lectures".
Wereldwijd zijn er talrijke verenigingen van verpleegkundigen naar haar vernoemd, zoals de Florence Nightingale Foundation die wetenschappelijk onderzoek doet. Haar geboortedag, 12 mei, is tot Internationale Dag van de Verpleging uitgeroepen. Wereldwijd zijn er meer dan vijftig biografieën van haar verschenen.
In Europa hebben bacheloropleidingen Verpleegkunde en Verloskunde (aan hogescholen en universiteiten) zich georganiseerd in het Florence Network. In november 2009 bestond dit Netwerk uit 38 bacheloropleidingen in 17 Europese landen.
In theologisch opzicht anticipeerde Nightingale de Amerikaanse 'social gospel' beweging. Ze zag de schepping als een voortgaande ontwikkeling, een evolutie. Dit zou later het hoofdthema van Pierre Teilhard de Chardin en de Amerikaanse procestheologie worden. Haar overtuiging dat men God bij die ontwikkeling moet helpen, komt terug bij 20e-eeuwse auteurs als Dietrich Bonhoeffer en Etty Hillesum. Ze liep op deze denkers en bewegingen vooruit maar directe invloed is niet aanwijsbaar. Wel schreef ze veel en breed zodat ze de theologische grond hielp voorbereiden waarin deze opvattingen wortel konden schieten.

## Mary Seacole
In de schaduw van Florence Nightingale opereerde op de Krim een verpleegster uit Jamaica: Mary Seacole (1805–1881). Ze werd wel "de zwarte Nightingale" genoemd. Er is wel beweerd dat Nightingale op haar neer zou hebben gekeken, maar daar is geen bewijs voor. De twee vrouwen ontmoetten elkaar slechts eenmaal. Seacole vroeg daarbij om een maaltijd en onderdak, die Nightingale gaf. Voor Seacoles werk, juist in de jaren dat de slavernij werd afgeschaft, is de laatste tijd meer belangstelling. Overigens droeg Nightingales grootvader, het parlementslid William Smith, in samenwerking met William Wilberforce in belangrijke mate bij aan de afschaffing van de slavernij – de 'open zweer van de wereld', zoals zijn kleindochter die met een verpleegstersterm noemde.

## Recente literatuur
- Mark Bostridge: Florence Nightingale, The Woman and her Legend. Penguin Books 2008.
- Lynn McDonald: Florence Nightingale at First Hand. Continuum Books 2010.
- Jean-Jacques Suurmond: De spiritualiteit van Florence Nightingale. Meinema uitgeverij, 2010.

Wilfried Laurier University Press in Waterloo, Canada bracht het verzameld werk van Nightingale uit: The Collected Works of Florence Nightingale. Deze serie, onder redactie van Lynn McDonald en Gérard Vallée, telt 16 delen en is ook via internet toegankelijk. Vier delen handelen over religie, twee over respectievelijk India en oorlog en verpleging, en de overige delen over haar familie, haar Europese reizen, politiek en maatschappij, vrouwen, volksgezondheid en de verbetering van ziekenhuizen.

## Trivia
- Een McDonnell Douglas MD-11 (registratie PH-KCD) van de Koninklijke Luchtvaart Maatschappij droeg de naam Florence Nightingale.
- Op 12 mei – haar geboortedag – wordt jaarlijks wereldwijd de Dag van de Verpleging gevierd en worden zorgmedewerkers in het zonnetje gezet.
- Nightingale werd geboren in Florence en is vernoemd naar haar geboortestad. Op een soortgelijke manier is haar zus Frances Parthenope vernoemd naar Parthenope, de nederzetting die de basis vormde voor de ontwikkeling van de stad Napels, waar het gezin eerder woonde.
- In 1985 werd een corona op de planeet Venus naar haar vernoemd.